# 2019-es Európa-liga-döntő
A 2019-es Európa-liga-döntő volt az európai labdarúgó-klubcsapatok második legrangosabb tornájának 10., jogelődjeivel együttvéve a 48. döntője. A mérkőzést a bakui Olimpiai Stadionban rendezték 2019. május 29-én, magyar idő szerint 21 órától. Ebben a szezonban először az Európa-liga döntőjét is a Bajnokok Ligája-döntő hetén rendezték. A mérkőzés győztese részt vesz a 2019-es UEFA-szuperkupa döntőjében, ahol az ellenfél a 2018–2019-es UEFA-bajnokok ligája győztese, a Liverpool lesz.
A győztes a 2019–2020-as UEFA-bajnokok ligája csoportkörében is kvalifikálta magát.
2018 márciusában az UEFA bejelentette, hogy negyedik cserelehetőség lesz a hosszabbítás alatt, illetve a cserejátékosnak nevezhetők számát 7-ről 12-re növelik. A kezdési időpontot a közép-európai idő szerinti 20:45-ről 21 órára módosították.
Ez volt a tizedik alkalom, hogy a kupa sorsáról döntő mérkőzést azonos országbéli csapatok játszották, a második angol párharc, illetve az első alkalom, hogy a résztvevő csapatok ugyanazt a várost képviselték.
A Chelsea 4–1-re nyerte meg a találkozót, ezzel második Európa-liga-győzelmüket ünnepelhették. Ennek köszönhetően, miután a bajnokságban mindkét csapat kivívta a következő évi kupaindulás jogát, a a 2018– 19-es francia bajnokság, a Ligue 1 ötödik helyezettjére szállt a kvalifikációs jog.
Ez volt az első Európa-liga-döntő, ahol használták a videóbírót.

## A mérkőzés
| 2019. május 29. 21:00 (23:00 AZT) |

| Chelsea                                        | 4–1               | Arsenal   |
| ---------------------------------------------- | ----------------- | --------- |
| Giroud 49' Pedro 60' Hazard 65' (11-esből) 72' | (0–0) Jegyzőkönyv | Iwobi 69' |

| Olimpiai Stadion, Baku Nézőszám: 51 370 Játékvezető: Gianluca Rocchi ((olasz)) |

| Chelsea | Arsenal |

| GK             | 1  | Kepa Arrizabalaga     |     |     |
| RB             | 28 | César Azpilicueta (c) |     |     |
| CB             | 27 | Andreas Christensen   | 68' |     |
| CB             | 30 | David Luiz            |     |     |
| LB             | 33 | Emerson Palmieri      |     |     |
| CM             | 7  | N'Golo Kanté          |     |     |
| CM             | 5  | Jorginho              |     |     |
| CM             | 17 | Mateo Kovačić         |     | 76' |
| RF             | 11 | Pedro                 | 56' | 71' |
| CF             | 18 | Olivier Giroud        |     |     |
| LF             | 10 | Eden Hazard           |     | 89' |
| Cserék:        |    |                       |     |     |
| GK             | 13 | Wilfredo Caballero    |     |     |
| GK             | 52 | Jamie Cumming         |     |     |
| DF             | 3  | Marcos Alonso         |     |     |
| DF             | 21 | Davide Zappacosta     |     | 89' |
| DF             | 24 | Gary Cahill           |     |     |
| DF             | 44 | Ethan Ampadu          |     |     |
| MF             | 8  | Ross Barkley          |     | 76' |
| MF             | 51 | Conor Gallagher       |     |     |
| MF             | 55 | George McEachran      |     |     |
| FW             | 9  | Gonzalo Higuaín       |     |     |
| FW             | 22 | Willian               |     | 71' |
| Menedzser:     |    |                       |     |     |
| Maurizio Sarri |    |                       |     |     |

| GK         | 1  | Petr Čech                    |  |     |
| CB         | 5  | Szokrátisz Papasztathópulosz |  |     |
| CB         | 6  | Laurent Koscielny (c)        |  |     |
| CB         | 18 | Nacho Monreal                |  | 66' |
| RM         | 15 | Ainsley Maitland-Niles       |  |     |
| CM         | 11 | Lucas Torreira               |  | 66' |
| CM         | 34 | Granit Xhaka                 |  |     |
| LM         | 31 | Sead Kolašinac               |  |     |
| AM         | 10 | Mesut Özil                   |  | 77' |
| CF         | 9  | Alexandre Lacazette          |  |     |
| CF         | 14 | Pierre-Emerick Aubameyang    |  |     |
| Cserék:    |    |                              |  |     |
| GK         | 19 | Bernd Leno                   |  |     |
| GK         | 44 | Dejan Iliev                  |  |     |
| DF         | 12 | Stephan Lichtsteiner         |  |     |
| DF         | 20 | Shkodran Mustafi             |  |     |
| DF         | 25 | Carl Jenkinson               |  |     |
| MF         | 4  | Mohamed Elneny               |  |     |
| MF         | 29 | Matteo Guendouzi             |  | 66' |
| MF         | 59 | Joe Willock                  |  | 77' |
| FW         | 17 | Alex Iwobi                   |  | 66' |
| FW         | 23 | Danny Welbeck                |  |     |
| FW         | 49 | Eddie Nketiah                |  |     |
| FW         | 87 | Bukayo Saka                  |  |     |
| Menedzser: |    |                              |  |     |
| Unai Emery |    |                              |  |     |

| A mérkőzés legjobbja: Eden Hazard (Chelsea) Asszisztensek: Filippo Meli (olasz) Lorenzo Manganelli (olasz) Negyedik játékvezető: Daniele Orsato (olasz) Videóbíró: Massimiliano Irrati (olasz) Videóbíró asszisztens: Marco Guida (olasz) Szymon Marciniak (lengyel) Leshelyzeteket felügyelő asszisztens: Paweł Sokolnicki (lengyel) | Szabályok - 90 perc játékidő. - 30 perc hosszabbítás döntetlen esetén. - Ha ekkor sincs döntés, akkor tizenegyesek következnek. - 12 cserejátékos nevezhető, három becserélhető, a hosszabbításban még egy cserelehetőség. |

### Statisztika
| Statistic                    | Chelsea | Arsenal |
| ---------------------------- | ------- | ------- |
| Gól                          | 0       | 0       |
| Kapura lövések száma         | 5       | 4       |
| Kaput eltaláló lövések száma | 2       | 0       |
| Védés                        | 0       | 2       |
| Labdabirtoklás               | 55%     | 45%     |
| Szögletrúgás                 | 3       | 3       |
| Szabálytalanság              | 8       | 6       |
| Leshelyzet                   | 1       | 1       |
| Sárga lap                    | 0       | 0       |
| Piros lap                    | 0       | 0       |

| Adatok                       | Chelsea | Arsenal |
| ---------------------------- | ------- | ------- |
| Gól                          | 4       | 1       |
| Kapura lövések száma         | 9       | 11      |
| Kaput eltaláló lövések száma | 6       | 2       |
| Védés                        | 1       | 2       |
| Labdabirtoklás               | 42%     | 58%     |
| Szögletrúgás                 | 4       | 2       |
| Szabálytalanság              | 6       | 5       |
| Leshelyzet                   | 0       | 2       |
| Sárga lap                    | 2       | 0       |
| Piros lap                    | 0       | 0       |

| Adatok                       | Chelsea | Arsenal |
| ---------------------------- | ------- | ------- |
| Gól                          | 4       | 1       |
| Kapura lövések száma         | 14      | 15      |
| Kaput eltaláló lövések száma | 8       | 2       |
| Védés                        | 1       | 4       |
| Labdabirtoklás               | 48%     | 52%     |
| Szögletrúgás                 | 7       | 5       |
| Szabálytalanság              | 14      | 11      |
| Leshelyzet                   | 1       | 3       |
| Sárga lap                    | 2       | 0       |
| Piros lap                    | 0       | 0       |